# Kris Niklison
Kris Niklison (María Cristina Niklison, n. 12 de noviembre de 1966) es una artista nacida en Argentina de desempeño y proyección internacional.
Su lenguaje artístico se caracteriza por su carácter personal y poesía visual, manifestándose en obras de teatro, espectáculos de danza —aérea— y recientemente en películas.
Ha recibido premios como actriz, coreógrafa, autora, directora de teatro y cineasta, alrededor del mundo.

## Historia
Nació en el barrio de Recoleta de Buenos Aires, Argentina, donde egresó del Colegio Jesús María y de la Escuela Nacional de Arte Dramático. A los 22 años emprendió un viaje por el mundo que la llevó a vivir en Ámsterdam, Holanda, donde trabajó con la compañía de teatro físico Lady Komedie en los espectáculos Waterzucht y Survival, presentándose en gran cantidad de festivales internacionales y teatros europeos. En esa ciudad trabajó también con los directores Peter Greenaway (en la película Prospero’s Books y en la opera Rosa a Horse Drama) y Dario Fo en la opera L’Italiana en Algeri y dio clases en la National Ballet Academy. En el año 1997 fue protagonista del espectáculo Pomp Duck y Circumstances del Cirque du Soleil, en Hamburgo, Alemania, con su creación, el legendario personaje Ginger Kennedy. En dicho espectáculo estuvo a cargo también del número de apertura, Mrs Mc Niklison a particular widow. En el año 1998 regresa a Ámsterdam donde funda la compañía de teatro físico Kris Niklison & Company, alcanzando gran éxito internacional con sus espectáculos M/F, Red Roses Red, Dilemma, The Neverlands y Se dice de Mi, obras que serían presentada en teatros y festivales internacionales de más de 20 países en 4 continentes cosechando elogios de la prensa internacional. En el año 2006 regresó a Buenos Aires donde comenzó una carrera cinematográfica abriendo la productora de cine Basata Films (palabra árabe que significa simplicidad). En el año 2008 estrenó su Opera Prima, el film Diletante, que produjo en asociación con la Sra Lita Stantic. Diletante fue vencedora de Mejor Largometraje en el 23.º Festival de Mar del Plata y el 50.º Festival de Cartagena y declarado de Interés por el Honorable Senado de la Nación Argentina. En el año 2017 estrenó el film Vergel en la Selección Oficial de la Competencia Argentina del 19.º Bafici. Su tercer largometraje, El barquero, actualmente en etapa de desarrollo, fue merecedor del Subsidio de desarrollo de Ibermedia.

### Madre e hija
Hija de Roque Manuel Niklison y Bela Jordán, Kris Niklison siempre tuvo una manifiesta relación estrecha con su madre.
Su primera película, Diletante, retrata la singular vejez de su progenitora, quien demuestra una lucidez y espíritu anárquico extraordinarios.
Juntas viajan por el mundo presentando la película, cosechando elogios y premios.
En el año 2012 Bela tiene un ACV que la deja postrada. Kris congela sus actividades artísticas por dos años y cuida con devoción de su madre, manteniendo el espíritu de aventura y el optimismo que caracterizaba a ambas.
Bela muere el 14 de junio de 2014 y Kris retoma su quehacer artístico preparando el rodaje de Vergel, su segundo largometraje.

## Cine
En el año 2007 fue a pasar una temporada en la estancia de la familia de Sauce Viejo, provincia de Santa Fe, Argentina y registró con su cámara la excéntrica vejez de su madre, Bela Jordán. Durante más de un año edita ese material y se presenta con el film Diletante en la Competencia de Largometrajes Argentinos en el 23.º Festival de Mar del Plata, ganando dicha competencia y así la ampliación del film a 35 mm. La Sra. Lita Stantic se suma al proyecto convirtiéndose en productora asociada de Diletante. El film fue estrenado en el Malba el 4 de mayo de 2010, y se mantuvo en cartelera en Buenos Aires hasta noviembre del mismo año (en los cines Malba, Arteplex, Gaumont, y en el Camarín de las Musas) cosechando elogios de la prensa nacional.
Su segundo largo, el film Vergel, ganó en el año 2013 el concurso Incaa-Ancine (USD 250 000 para la producción de la película) y fue rodado en Buenos Aires en enero y febrero de 2016. La película producida por Basata Films (Argentina) y Casadasartes Films (Brasil) es protagonizada por Camila Morgado (Olga, de Jayme Monjardim) y Maricel Álvarez (Biutiful, de Alejandro González Iñárritu). El estreno mundial de Vergel tuvo lugar en la Competencia Argentina del 19* BAFICI, cosechando grandes elogios de la prensa Argentina.
En 2015 realiza un viaje a la india donde escribe el guion de su tercer largometraje, El Barquero, también producido por Basata Films y Casadasartes Films. El proyecto fue premiado en 2016 por el Fondo de Desarrollo de Ibermedia.

### Filmografía
- Diletante 2010 / 72' / COLOR / Español / 35 mm
- Vergel 2017 / 86' / COLOR / Español / 2k

### Premios
- 2016: Fondo desarrollo Ibermedia (El Barquero)
- 2013: Concurso INCAA ANCINE (Vergel)
- 2010: Mejor Documental 50.º Festival de Cine de Cartagena de Indias, Colombia (Diletante)
- 2008: Mejor Largometraje Argentino 23.º Festival de Cine de Mar del Plata (Diletante)

### Festivales

#### Vergel
- 19.º BAFICI. Buenos Aires Festival Internacional de Cine Independiente/Competencia Argentina. Estreno Mundial.

#### Diletante
- 23.º Festival Internacional de Cine de Mar del Plata, Argentina. Estreno Mundial.
- 20.º FID Marseille, Francia. Estreno Internacional.
- 54.º Semana Internacional de Cine de Valladolid, España.
- 50.º Festival Internacional de Cine de Cartagena de Indias, Colombia.
- 28.º Festival Internacional de cine de Uruguay.
- 16.º Festival de Cine Independiente de Barcelona, España.
- 16.º Festival Internacional de Cine de Valdivia, Chile.
- 19.º Festival de cine latinoamericano de Londres, Inglaterra.
- 4.º Festival Internacional de Cine de Cantón, China.

### Apoyos
- Apoyo al desarrollo Fondo Ibermedia (El Barquero)
- Apoyo ANCINE Concurso de Coproducción INCAA-ANCINE Brasil-Argentina (Vergel)
- INCAA (Vergel)
- INCAA (Diletante)
- Fondo Nacional del Cine Holandés (Curso de Realización Cinematográfica)

## Teatro
Pionera en la combinación de teatro físico, técnicas aéreas, danza y texto en los teatros de Holanda, sus obras que eran estrenadas regularmente en el festival de Oerol (Terschelling) y el teatro Bellevue (Ámsterdam), se convirtieron en un referente de arte multidisciplinario durante la última mitad de la década del 90 y la primera mitad del 00 en ese país. Además de presentarlos en holandés, los espectáculos fueron presentados en inglés, francés, italiano, portugués y español, en más de 20 países de 4 continentes, siempre aclamados por la prensa internacional.

### Espectáculos
- 2010/11: Laboratorio de Teatro Físico (Argentina)
  - Ciudad Cultural Konex (producción/dirección)
- 2011: Tamaña Soledad (Brasil)
  - Unipersonal con patrocinio de Iberescena (autoría)
- 2009: Menú (Brasil)
  - Intervención Teatral (dirección).
- 2007: Circo íntimo (Brasil)
  - Espectáculo multidisciplinario (dirección)
- 2006: Dilemma (Argentina)
  - Espectáculo multidisciplinario (producción, dirección, coreografía, intérprete)
- 2006: The Neverlands (Argentina)
  - Espectáculo Multidisciplinario (producción, dirección, coreografía, intérprete)
- 2005: Dilemma (Brasil)
- 2005: Se dice de mí (Egipto-Rusia-Holanda)
  - Espectáculo multidisciplinario (producción, dirección, coreografía, intérprete)
- 2004: Se dice de mí (Holanda-España)
- 2003: The Neverlands (Holanda-Rusia)
- 2003: Dilemma (España)
- 2002: The Neverlands (Holanda-Egipto)
- 2002: Dilemma (Austria)
- 2001: Dilemma (Holanda-Brasil)
- 2001: Red Roses Red (Hong Kong)
  - Unipersonal (producción, interpretación)
- 2000: Dilemma (Holanda-Túnez)
- 2000: Red Roses Red (Jordania-Líbano-Bolivia-Holanda)
- 2000: M/F (Túnez)
  - Unipersonal (producción, interpretación)
- 1999: M/F (Holanda-Jordania-Líbano-Palestina-Alemania)
- 1999: Mrs Mc Niklison a particular widow (Brasil)
  - Unipersonal (producción, dirección, interpretación)
- 1999: Red Roses Red (Holanda)
- 1998: M/F (Holanda-Egipto-USA-Ucrania)
- 1998: Pomp Duck and Circumstances (Alemania)
  - Espectáculo Teatral del Cirque du Soleil (interpretación)
- 1997: Pomp Duck and Circumstances (Alemania)
- 1996: M/F (Holanda-Bélgica-Francia)
- 1995: L’italiana en Algeri (Holanda)
  - Ópera dirigida por Dario Fo (Interpretación)
- 1994: Rosa a Horse Drama (Holanda)
  - Ópera dirigida por Peter Greenway (interpretación)
- 1994: Survival (Holanda-España-Italia)
  - Espectáculo físico de Lady Komedie Theatregroup (interpretación)
- 1993: Survival (Holanda-Bélgica-Francia-Alemania)
- 1993: Mrs. Mc Niklison a particular widow (Holanda)
- 1992: Waterzucht (Inglaterra-Bélgica-Francia-Alemania-Italia)
  - Espectáculo físico de Lady Komedie Theatergroup (intérprete)
- 1992: Pastunette (Escocia)
  - Espectáculo físico de Lady Komedie Theatergroup (intérprete)
- 1991: Rock & Circo (Argentina)
  - Espectáculo de música y circo (dirección)
- 1990: Who’s gonna pay for Juliette’s funeral? (Holanda)
  - Unipersonal (producción, dirección, interpretación)
- 1989: Who’s gonna pay for Juliette’s funeral? (Bélgica)
- 1988: Babilonia (Argentina)
  - Obra de Armando Discepolo dirigida por Ruben Szchumacher (intérprete)
- 1987: Babilonia (Argentina)

### Festivales
- Festival Internacional del Cairo (Cairo, Egipto)
- Festival de Philadelphia (Philadelphia, USA)
- Festival Internacional de Monodrama (Kiev, Ucrania)
- Festival Internacional de Aman (Amán, Jordania)
- Noches de Teatro Palestinas (Jerusalem, Palestina)
- Festival Internacional del Líbano (Beirut, Líbano)
- Festival Internacional de la Paz (La Paz, Bolivia)
- Festival de la Ciudad (Macau, Hong Kong)
- Festival de la Medina (Túnez)
- Festival de Teatro de Curitiba (Curitiba, Brasil)
- The Garage Festival (Alexandria, Egipto)
- Festival Internacional de Río Preto (Rio Preto, Brasil)
- Circunferencia (Sao Paulo, Brasil)
- Festival de Humor Europeo (Francia)
- Viena Internacional (Austria, Viena)
- Festival Iberoamericano de Teatro de Mar del Plata (Mdq, Argentina)
- Goiania em Cena (Goiania, Brasil)
- Casa Báltica (San Petersburgo, Rusia)
- Festival del Teatro de Beirut (Beirut, Líbano)
- Theater in de Piste (Neerpelt, Bélgica)
- Boulevard of Broken Dreams (Barcelona, España)
- International Women’s Festival (Ámsterdam, Holanda)
- Gay Festival (Frankfurt, Alemania)
- Festival de las Artes Europeo (Escocia, Inglaterra)
- UFA Fabriek Festival (Berlín, Alemania)
- Mercado Internacional de Teatro (Tarrega, España)
- Women Go Wild (Holanda-Bélgica)
- Oerol (Terschelling, Holanda)
- Boulevard (Den Bosh, Holanda)
- Parade (Ámsterdam, Róterdam, Den Haag, Utrecht, Holanda)
- Festival Etcetera (Amersfoort, Holanda)
- Nooderzon (Groningen, Holanda)
- Cultura Nova (Heerlen, Holanda)
- Over ’t Ij (Ámsterdam, Holanda)
- Spiegeltent (Enschede, Holanda)
- Waterfal (Ámsterdam, Holanda)
- Buitengewoon (Zonnemaire, Holanda)
- Armada Festival (Nijmegen, Holanda)
- Parkfestival (Venray, Holanda)
- Uitmarkt (Ámsterdam, Holanda)
- Hof van spektakel (Vlaardingen, Holanda)
- Almere Festival (Almere, Holanda)
- Limburgs Festival (Limburg, Holanda)

### Premios
- 2006: Estrella de Mar (Mejor Coreografía Dilemma)
- 2006: Estrella de Mar (Nominación Dilemma)
- 2006: Premio José María Vilches (Mejor Espectáculo Dilemma)
- 2005: Festival Iberoamericano de Teatro de Mar del Plata (Mención Especial Dilemma)
- 2004: Cairo International Festival (Nominación Se dice de mí)
- 2001: Raamwerk Holanda (Mejor espectáculo Dilemma)
- 1998: Cairo International Festival (Mejor Actriz por Jurado Internacional, M/F)
- 1998: Cairo International Festival (Mejor Actriz por Prensa Egipcia, M/F)